# Enicospilus terebrus
Enicospilus terebrus là một loài tò vò trong họ Ichneumonidae.